# 김지우 (작가)
김지우는 대한민국의 드라마 작가이다. 1996년 《신세대 보고 어른들은 몰라요》로 데뷔하였다.
김지우는 한국의 대표적인 ‘마니아 형성’ 작가이다. 2005년 《부활》은 상대작인 《내 이름은 김삼순》의 폭발적인 인기에 눌려 시청률 10%을 넘지 못하다가 상대작인 종영한 이후로 계속 상승하다가 마지막 회는 시청률 22.9%(TNS미디어코리아 전국 기준)를 기록하며 동시간대 1위로 막을 내렸다. 또한 방송 당시 각종 언론과 시청자들의 극찬을 받았으며 두터운 마니아층도 형성했다.

## 집필 작품

### 텔레비전 드라마
| 연도      | 제목                            | 방송사 | 유형   | 연출                          | 비고                 |
| --------- | ------------------------------- | ------ | ------ | ----------------------------- | -------------------- |
| 1996-1998 | 신세대 보고 어른들은 몰라요     | KBS    | 청소년 | 장성환                        | 데뷔작 3인 공동 집필 |
| 1999      | 학교                            | KBS2   | 월화   | 이민홍                        |                      |
| 1999-2000 | 학교 2                          | KBS    | 청소년 | 박찬홍, 한준서 고영탁, 이강현 | 5인 공동 집필        |
| 1999-2000 | 해뜨고 달뜨고                   | KBS1   | 일일   | 박찬홍, 황의경                |                      |
| 2000      | 드라마시티 - 얼음도시           | KBS2   | 단막   | 황의경                        |                      |
| 2001      | 비단향꽃무                      | KBS2   | 월화   | 박찬홍                        |                      |
| 2001      | 드라마시티 - 동창생             | KBS2   | 단막   | 박찬홍                        |                      |
| 2002      | 드라마시티 - 황금물고기         | KBS2   | 단막   | 박찬홍                        |                      |
| 2003      | 저 푸른 초원 위에               | KBS2   | 주말   | 박찬홍                        |                      |
| 2004      | 드라마시티 - 반투명             | KBS2   | 단막   | 함영훈                        |                      |
| 2005      | 부활                            | KBS2   | 수목   | 박찬홍, 전창근                |                      |
| 2006      | 드라마시티 - 나의 아름다운 친구 | KBS2   | 단막   | 전창근                        |                      |
| 2007      | 마왕                            | KBS2   | 수목   | 박찬홍                        |                      |
| 2011-2012 | 발효가족                        | JTBC   | 수목   | 박찬홍                        |                      |
| 2013      | 드라마 스페셜 - 진진            | KBS2   | 단막   | 차영훈                        |                      |
| 2013      | 상어                            | KBS2   | 월화   | 박찬홍, 차영훈                |                      |
| 2016      | 기억                            | tvN    | 금토   | 박찬홍, 박찬율                |                      |
| 2019      | 아름다운 세상                   | JTBC   | 금토   | 박찬홍                        |                      |

## 수상 경력
- 1999년 KBS 상반기 우수 프로그램 작가상 - 학교[3]
- 2005년 KBS 연기대상 작가상 - 부활
- 2013년 제26회 한국방송작가상 드라마부문 수상 - 상어[3]
- 2007년 민주언론시민연합 올해의 좋은 프로그램 작가상 - 마왕[3]

## 같이 보기
- 박찬홍